# Comté de Horbourg
Le comté de Horbourg (en allemand : Grafschaft Horburg) est un ancien comté d'Alsace.

## Histoire
Horbourg eut des seigneurs particuliers. Le premier comte connu est Conrad (1125). La maison de Horbourg s'éteignit vers 1374, à la mort de Jean II, dit le Tardif, parce qu'il naquit après la vente que Buchard II, son père, et Gauthier II, son oncle, firent, en 1324, à Ulrich III, comte de Wurtemberg[style à revoir].
La maison de Wurtemberg conserva le comté jusqu'à la Révolution française.

## Territoire
Le comté de Horbourg comprenait : 
- Algolsheim
- Andolsheim
- Appenveyer
- Bischwihr
- Dürrenentzheim
- Fortschwihr
- Horbourg
- Muntzenheim
- Sundhofen
- Volgelsheim
- Wolfgangsheim
- le village détruit de Bliensveiler, près de Sundhofen

Le village de Kunheim fut inféodé aux Rathsamhausen, tout comme celui de Baldenheim.
Le village de Vidensol était inféodé à l'abbaye de Pairis.
La forteresse de Neuf-Brisach fut érigée en 1699 sur le territoire de Volgelsheim.